# Naoki Tatsuta
Naoki Tatsuta (龍田 直樹, Tatsuta Naoki), né le 8 septembre 1950 à Naga, est un seiyū.

## Rôles
- Amada Anime Série : Super Mario Bros. : Luigi, Spike, Roy et père de Mario
- Animal Crossing : Tom Nook
- Kirby: Right Back at ya! : Escargoon
- Dragon Ball Z : Oolong
- Dragon Ball Z Kai : Oolong
- Dragon Ball Super : Oolong, Kaio du Nord (voix de remplacement), le narrateur (voix de remplacement) et Magetta
- Kubo Won't Let Me Be Invisible : Unzen-sensei